# Dienstalterszeichen (Freie Stadt Frankfurt)
Das Dienstalterszeichen der Freien Stadt Frankfurt wurde am 15. Dezember 1840 vom Senat der Stadt für Militärangehörige in zunächst drei Stufen gestiftet
- für 25 Dienstjahre
- für 15 Dienstjahre
- für 10 Dienstjahre

Am 6. Juli 1841 erfolgte durch Senatsbeschluss die Stiftung einer weiteren Stufe, der für 50 Dienstjahre, die ausschließlich für Offiziere vorgesehen war und nur vier Mal verliehen wurde.
Das Ordenszeichen ist ein Kreuz, auf dessen oberen Kreuzarm die Zahl der jeweiligen Stufe ( L ,  XXV ,  XV  oder  X ), auf dem linken das Wort JAHRE, auf dem unteren TREUER und auf dem rechten DIENST steht. Im Medaillon des Kreuzes, das von einem Eichenkranz umschlossen ist, ein nach rechts blickender, gekrönter Frankfurter Adler.
Die Auszeichnung wurde an einem 37 Millimeter breiten, roten Band mit weißen Randstreifen auf der Ordensschnalle getragen.